# Xylodiplosis nigritarsis
Xylodiplosis nigritarsis är en tvåvingeart som först beskrevs av Zetterstedt 1850.  Xylodiplosis nigritarsis ingår i släktet Xylodiplosis och familjen gallmyggor. Inga underarter finns listade i Catalogue of Life.